# Zeta de l'Unicorn
Zeta de l'Unicorn (ζ Monocerotis) és un estel a la Constel·lació de l'Unicorn (Monoceros). Amb magnitud aparent +4,37, és el quart estel més brillant a la constel·lació, després d'α Monocerotis, γ Monocerotis i δ Monocerotis.
Situada a poc més de 1.000 anys llum del sistema solar, Zeta de l'Unicorn és una supergegant groga de tipus espectral G2Ib (on la «b» indica que dins d'aquesta classe és de les menys lluminoses). Malgrat això, la seva lluminositat és 5.540 vegades major que la del Sol, sent la seva temperatura superficial de 5.400 ± 100 K. No és una estrella variable; dins del diagrama de Hertzsprung-Russell hi és situada en l'extrem fred de la denominada «banda d'inestabilitat», zona on s'hi troben les cefeides. El seu diàmetre és aproximadament 83 vegades més gran que el diàmetre solar i gira sobre si mateixa amb una velocitat de rotació projectada de 6,7 km/s —un altre estudi assenyala una xifra un poc superior de 7,2 km/s. En conseqüència, el seu període de rotació pot tenir una durada de fins a 1,25 anys. La seva massa és de 9.2 ± 0,4 masses solars i té una edat aproximada de 52 milions d'anys, quan va començar la seva vida com un calent estel de la seqüència principal de tipus B2-B3.
Visualment s'hi poden observar tres estels respectivament a 33, 66 i 40 segons d'arc de Zeta de l'Unicorn. La primera és una companya òptica sense relació física amb Zeta de l'Unicorn i probablement les altres dues tampoc estiguin físicament lligades a ella.